# Voyria obconica
Voyria obconica är en gentianaväxtart som beskrevs av Prog.. Voyria obconica ingår i släktet Voyria och familjen gentianaväxter. Inga underarter finns listade i Catalogue of Life.